# Marek Harloff

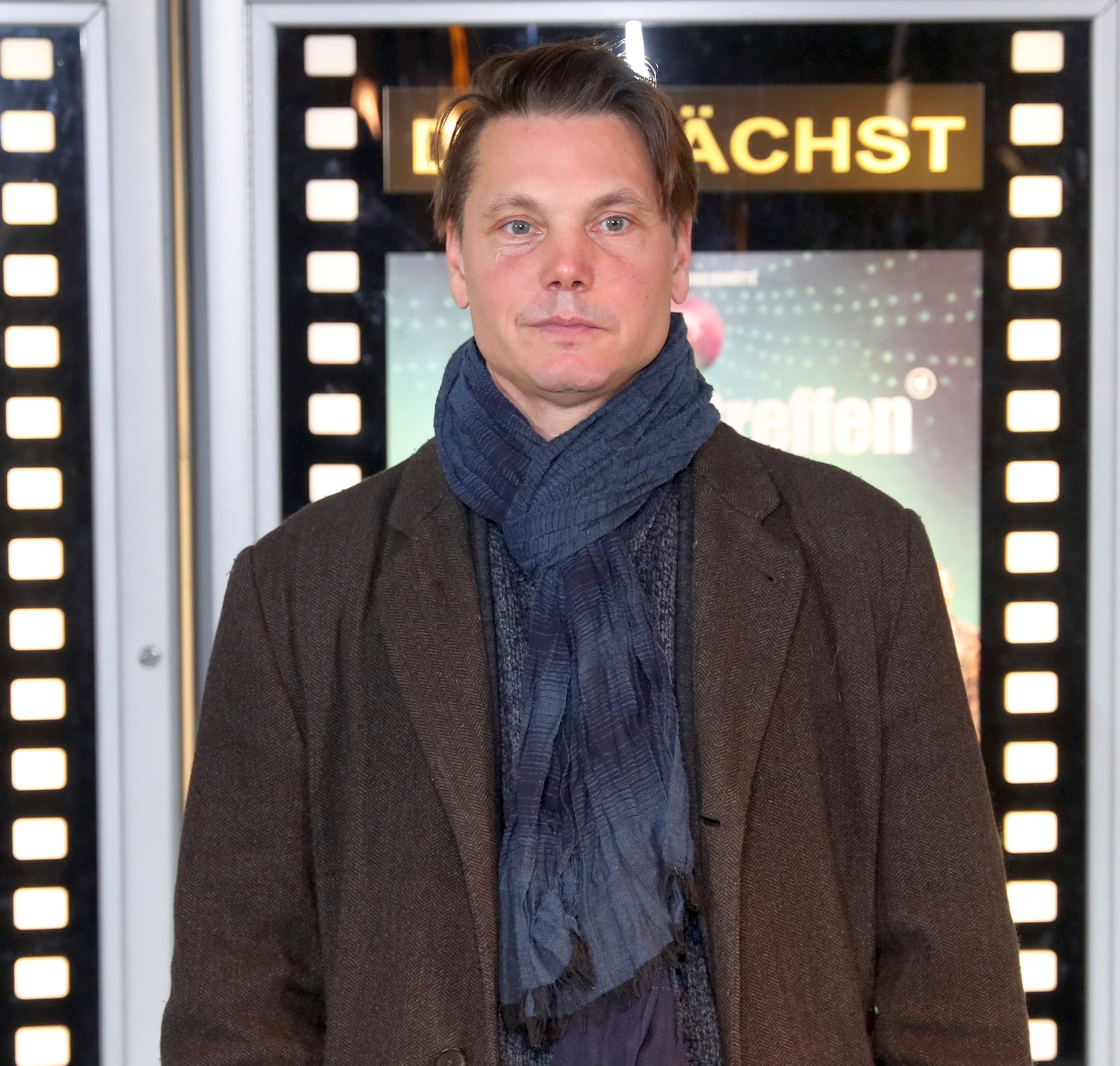
Marek Harloff, 2019

Marek Harloff (* 22. April 1971 in Hamburg) ist ein deutscher Schauspieler, Hörspiel-Sprecher, Hörbuchsprecher, Musiker und Synchronsprecher.

## Leben
Marek Harloff wuchs in einer Künstlerfamilie auf. Sein Vater Jan ist wie sein Großvater Hans Harloff Regisseur, seine Mutter Annegret Harloff ist Regieassistentin. Sein älterer Bruder Fabian ist ebenfalls Schauspieler, Musiker und Synchronsprecher.
Harloff studierte Musik, weil es sein Wunsch war, Opernsänger zu werden. Zum Fernsehen kam er, nachdem er bereits als Kind vor der Kamera gestanden hatte, als sein Bruder Fabian in einer Serie ausfiel und Marek für ihn einsprang.
Nachdem er bereits in Theaterstücken am Thalia Theater Hamburg, dem Deutschen Schauspielhaus Hamburg und dem Nationaltheater Weimar gespielt hatte, wurde er ab der Spielzeit 2013/14 am Schauspiel Köln erstmals fester Teil eines Ensembles. Zum gleichen Team gehört auch seine Cousine, die Schauspielerin Melanie Kretschmann.
Fernsehserien, in denen Harloff mitspielte,  sind z. B. Tatort, Ein Fall für zwei, Die Kommissarin, Faust und   Charité. Hauptrollen hatte er in Filmen wie Der Schrei des Schmetterlings (1999), Kaliber Deluxe (2000), Vergiss Amerika (2000) oder Blackout Journey (2005).
Für seine Rolle im Fernsehfilm Der Skorpion erhielt Harloff 1998 eine Auszeichnung bei den Baden-Badener Tagen des Fernsehspiels und für seine Rolle in Bella Block – Tod Eines Mädchens den RTL-Fernsehpreis Goldener Löwe.
Zusammen mit Jan Plewka und Stephan Eggert gründete er 2004 die Band TempEau.
Marek Harloff lebt in Schleswig-Holstein.

## Filmografie (Auswahl)

### Filme
- 1984: Montagsgeschichten
- 1993: Der Gartenkrieg
- 1995: Der Totmacher (Kinofilm)
- 1996: Kinder ohne Gnade
- 1996: Crash Kids
- 1997: Der Skorpion
- 1998: Härtetest (Kinofilm)
- 1998: Candy
- 1999: Der Schrei des Schmetterlings
- 1999: Drachenland
- 2000: Stunde des Wolfs
- 2000: Kaliber Deluxe (Kinofilm)
- 2000: Vergiss Amerika (Kinofilm)
- 2001: Babykram ist Männersache
- 2001: 99euro-films
- 2001: Die Wunde
- 2003: hamlet X, Vol. 3
- 2004: PiperMint… Das Leben, möglicherweise
- 2005: Blackout Journey (Kinofilm)
- 2005: Die Letzte Schlacht
- 2005: Der Junge ohne Eigenschaften (Kinofilm)
- 2006: Komm näher (Kinofilm)
- 2006: Half Empty (Kinofilm)
- 2007: Jagdhunde (Kinofilm)
- 2007: Alles Lüge – Auf der Suche nach Rio Reiser
- 2007: Paulas Geheimnis (Kinofilm)
- 2009: Ghosted (Kinofilm)
- 2011: The Big Black (Kinofilm)
- 2011: Hannah Mangold & Lucy Palm
- 2017: Ich werde nicht schweigen
- 2017: Eine gute Mutter
- 2019: Klassentreffen
- 2019: Deutschstunde
- 2022: Kolleginnen – Das böse Kind
- 2024: Die Ermittlung

### Fernsehserien und -reihen
- 1991–1995: Ein Fall für zwei (4 Folgen, verschiedene Rollen)
- 1992: Hallo Spencer (4 Folgen)
- 1992: Happy Holiday (1 Folge)
- 1994: Faust – Inkasso
- 1994: Die Kommissarin (Folge Blutsbande)
- 1995: Tödliche Wahl (3-teiliger Fernsehfilm)
- 1995: Die Wache (Folge Rote Karte)
- 1996: Der Schattenmann (Fernsehfünfteiler)
- 1996: SK Babies (Folge Geisterstunde)
- 1996: Faust – Diebin des Feuers
- 1996: Polizeiruf 110 – Die Gazelle
- 1997: Bella Block: Tod eines Mädchens
- 1999: Tatort: Der Heckenschütze
- 2003: Tatort: Der schwarze Troll
- 2005: Bella Block – … denn sie wissen nicht, was sie tun
- 2006: Kommissarin Lucas – Das Verhör
- 2008: Der Alte (Folge Die Nacht kommt schneller als du denkst)
- 2008: Kommissar Stolberg (Folge Irrlichter)
- 2009: SOKO Kitzbühel (Folge Ein falsches Leben)
- 2009: Marie Brand und die Nacht der Vergeltung
- 2009, 2017: SOKO Leipzig (2 Folgen)
- 2011: Spreewaldkrimi – Die Tränen der Fische
- 2012: Küstenwache (Folge Die Bernsteinhexe)
- 2012–2021: SOKO Stuttgart (3 Folgen)
- 2013: Unsere Mütter, unsere Väter (Fernsehdreiteiler, Folge Ein anderes Land)
- 2013: Kripo Holstein – Mord und Meer (Folge Um Kopf und Kragen)
- 2014: Polizeiruf 110 – Smoke on the Water
- 2014: Tatort: Türkischer Honig
- 2015: SOKO Wismar (Folge Himmelfahrt)
- 2015: Helen Dorn – Bis zum Anschlag
- 2015: Tatort: Frohe Ostern, Falke
- 2016: Ein starkes Team – Knastelse
- 2016: Inga Lindström – Familienbande
- 2017: Alarm für Cobra 11 – Die Autobahnpolizei (Folge Überleben)
- 2018: Tatort: Unter Kriegern
- 2019: Stralsund – Schattenlinien
- 2019: Charité (6 Folgen)
- 2019: Die Spezialisten – Im Namen der Opfer (Folge Die kalte Hand)
- 2019: Unter Verdacht: Evas letzter Gang
- 2020: Tatort: Rebland
- 2020: Tatort: Es lebe der König!
- 2020: Die Chefin (Folge Verzockt)
- 2020: Ostfrieslandkrimi – Ostfriesengrab
- 2021: Der Staatsanwalt (Folge Tod im Teich)
- 2021: Wilsberg: Aus heiterem Himmel
- 2023: Kroymann (Folge Kroymann und das liebe Geld)
- 2023: Der Dänemark-Krimi: Blutlinie
- 2023: Notruf Hafenkante (Folgen Verzweifelt, Ausweglos)
- 2024: Dünentod – Falsches Spiel

### Dokumentarfilm
- 2017: Die Luther Matrix

## Theater (Auswahl)
- 1998: Baal – Thalia Theater
- 2000: Gier – Schauspielhaus Hamburg
- 2001: Faust. Eine Tragödie – Weimarer Nationaltheater
- 2002 Maria Stuart – Schauspielhaus Hamburg
- 2003 Gespenster – Schauspielhaus Hamburg
- 2004: Der Kissenmann – Schauspielhaus Hamburg
- 2005: Lila – Schauspielhaus Hamburg
- 2006: Dantons Tod – Schauspielhaus Bochum
- 2007: Weine Nicht – Deutsches Theater Berlin
- 2008: Der Zauberberg – Maxim-Gorki-Theater
- 2009: Der heilige Paulus – Staatstheater Mainz
- 2010: Vatermord – Schauspiel Leipzig
- 2011: Penthesilea – Schauspielhaus Leipzig
- 2012: Genesis – Schauspielhaus Zürich
- 2013: Kippenberger! Ein Exzess des Moments – Schauspiel Köln
- 2014: Kabale und Liebe – Schauspiel Köln
- 2015: Parzival – Schauspiel Köln
- 2016: Ivanow – Schauspiel Köln
- 2017: Peer Gynt – Schauspiel Köln
- 2018: Tyll – Schauspiel Köln
- 2019: Medea – Schauspiel Köln
- 2020: Don Carlos – Schauspiel Köln
- 2022: Moliere – Schauspiel Köln
- 2024: Ein Sommernachtstraum – Schauspiel Köln

## Synchronrollen (Auswahl)
- 1982: Das Ding aus dem Sumpf – Spielfilm, Rolle: Reggie Batts als Jude
- 1983–1986: Captain Tsubasa. Die tollen Fußballstars – Animations-TV-Serie, Rolle: Hikaru Matsuyama
- 1984: Die Familie mit dem umgekehrten Düsenantrieb – Spielfilm, Rolle: Yoshiki Arizono als Masaki Kobayashi
- 1986: Miami Vice – Serie, diverse Episoden-Rollen
- 1988: Karate Warrior 2 – Spielfilm, Rolle: David Haynes als Luke
- 1993: Mila Superstar – Animations-TV-Serie, Rolle: Hiro Yujima
- 1994: Die Schatzinsel – Animations-TV-Serie, Rolle: Jim Hawkins
- 2012: Borgen. Gefährliche Seilschaften – Rolle: Aske Bang als Andreas Hedegård
- 2013: Agatha Christie: Mörderische Spiele – Serie, Rolle: Marius Colucci als Émile Lampion
- 2016: Naruto Shippuden – Animations-TV-Serie, Rolle: Obito Uchiha
- 2019: Paddingtons Abenteuer – Animations-TV-Serie, Rolle: Paddington

## Hörspiele (Auswahl)
- 1981: Fünf Freunde machen eine Entdeckung Folge 14 – Rolle: Wilfried (Europa)
- 1981: Gruselserie Folge 13 Dem Monster auf der blutigen Spur (Europa)
- 1982: Rumpelmuck, der Poltergeist – Rolle: Felix (Europa)
- 1983–1985: Die Funk-Füchse (Folge 1–15) – Rolle: Bömmel (Europa)
- 1982: Janosch: Lari Fari Mogelzahn und die Löwenreise (Europa)
- 2005: TKKG. Folge 10: Rolle Blitti Polakow und Folge 37: Rolle: Ihmke und
- 2009: Joachim Gaertner: Hass! Mehr Hass! Die Geschichte von Eric und Dylan – Rolle: Dylan Klebold, Regie: Thomas Wolfertz (WDR-Hörspiel-Dokumentation).[3]
- 2011: Die drei ??? High Strung. Unter Hochspannung (Top Secret, Fall 3) – Rolle: Eric Mukogawa (Europa)
- 2011: Katharina Schmidt: SAM – Regie: Martin Schulze (DKultur)
- 2013: Die drei ??? Im Schatten des Giganten (Folge 165) – Rolle: Randy Chase (Europa)
- 2015: Benjamin Quabeck: Ruhrpott-Brüder. Keine Sekunde Schanze – Regie: Benjamin Quabeck (WDR)[4]
- 2017: Edward Bernays: Propaganda. Die Kunst der Public Relations – Regie: Björn SC Deigner (WDR)
- 2018: Patrick Findeis: Zaïre 74 (Kommt schnell, aber nähert euch vorsichtig) – Regie: Kai Grehn (SWR)
- ab 2019: Fünf Freunde. Endlich Erwachsen! – Rolle: Dick (Europa)
- 2019: Die Drei !!! Liebes-Chaos! – Rolle: Felix (Europa)
- 2020: Maxi Obexer: Wenn wir lieben – Regie: Gerrit Booms (WDR)
- 2021: Die drei ??? Der Fluch der Medusa (Folge 213) – Rolle: Neal Buchanan (Europa)
- 2021: Asterix. Die Tochter Des Vercingetorix – Rolle: Aspix (Karussell / Universal Music)
- 2022: Jane Austen: Stolz & Vorurteil – Regie: Kai Grehn (HR / DLF Kultur, Der Hörverlag, ISBN 978-3-8445-4522-7)
- 2023: Kai Grehn: Die Causa Jeanne d'Arc – Regie: Kai Grehn (SWR/RBB)
- 2023: Anne-M. Keßel: Boudicca. Die Keltenkriegerin (8-teiliger Hörspiel-Podcast) – Regie: Martin Zylka (WDR)[5]
- 2024: Tove Jansson: Die Mumins (Hörspiel – WDR)[6]

## Hörbücher (Auswahl)
- 2006: Hans Christian Andersen: Hans Christian Andersen Märchenbox (gemeinsam mit Peter Hofmann und Angela Winkler), Argon Verlag, ISBN 978-3-86610-164-7
- 2007: Johann Wolfgang von Goethe: Die Leiden des jungen Werther, HörGut! Verlag, ISBN 978-3-938230-12-1
- 2007: Rainer Maria Rilke: Die Rainer Maria Rilke Box (mit Hans Peter Hallwachs & Markus Pfeiffer), Argon Verlag
- 2024: Iris Wolff: Lichtungen, der Audio Verlag & Audible, ISBN 978-3-7424-3131-8